# Тамуз (місяць)
Тамуз (івр. תַּמּוּז‬) — десятий місяць у єврейському цивільному та четвертий місяць у релігійному календарі. Тривалість місяця тамузу 29 днів. Припадає на червень — липень за григоріанським календарем.
Назва місяця походить від акадського слова du-muzu, яке у свою чергу означало назву акадського божества пастухів та родючості Таммуза що за тодішнім уявленням правило у місяці Нісан, Іяр та Сіван і помирало наприкінці Сівана. Так у Книзі пророка Єзекіїля про божество сказано:
І сказав до мене: «Чи бачиш, сину чоловічий, що старші дому Ізраїля коять потай, кожен у своїй кімнаті з образами? Бо кажуть: Господь нас не бачить, Господь покинув країну.»  Далі сказав до мене: «Та побачиш іще куди гірші мерзоти, що вони виробляють.»  І привів мене до входу в ворота дому Господнього, що на півночі; аж ось там сидить жіноцтво, голосячи по Таммузі.
У Біблії цей місяць названо просто за його місцем у ряді місяців — «четвертий місяць»: «А на дев'ятий день четвертого місяця голод у місті став сильний, і простолюддя не мало що їсти.»